# Ronde van Italië 2022/Vierde etappe
De vierde etappe van de Ronde van Italië 2022 werd verreden op dinsdag 10 mei van Avola naar de Etna. Het betrof een bergtappe over 166 kilometer.

## Verloop
Een eerste ontsnapping werd gevormd aan de start van de wedstrijd met Natnael Tesfatsion, Vincenzo Albanese, Matthew Holmes, Jonathan Caicedo, Thomas De Gendt en Nico Denz probeerden weg te geraken maar werden terug gegrepen door het peloton. De volgende ontsnappingspoging kwam er van Mauri Vansevenant samen met Valerio Conti, Lennard Kämna, Davide Villella, Rein Taaramäe, Gijs Leemreize, Sylvain Moniquet, Rémy Rochas, Stefano Oldani, Diego Andres Camargo, Erik Fetter, Alexander Cataford en Juan Pedro López. Dit bleek wel de juiste ontsnapping te zijn, Lilian Calmejane maakte nog de oversteek naar de kopgroep vanuit het peloton.
Ze kregen meer dan elf minuten van het peloton. Na aanvallen van Oldani en Pedro Lopez spat de kopgroep uiteen. Oldani reed lange tijd voor een groepje medevluchters uit met Kämna, Taaramäe, Moniquet, Vansevenant, Lopez en Leemreize. Op de laatste klim rijdt Lopez weg van zijn medevluchters naar Oldani toe enkel Moniquet, Vansevenant en Kämna volgden nog in de buurt. Taaramäe keerde nog terug net als Kämna die richting Lopez reed. Aan het einde van de rit won Kämna voor Lopez die roze kreeg. Taaramäe werd derde voor de Belgen Moniquet en Vansevenant, de Nederlander Leemreize werd nog zesde voor de komst van het peloton.

## Uitslagen
| Avola – Etna (166,0 km) |                   |                                    |          |
| Plaats                  | Naam              | Ploeg                              | Tijd     |
| 1                       | Lennard Kämna     | BORA-hansgrohe                     | 4u32'11" |
| 2                       | Juan Pedro López  | Trek-Segafredo                     | z.t.     |
| 3                       | Rein Taaramäe     | Intermarché-Wanty-Gobert Matériaux | + 34"    |
| 4                       | Sylvain Moniquet  | Lotto Soudal                       | + 2'12"  |
| 5                       | Mauri Vansevenant | Quick Step-Alpha Vinyl             | z.t.     |
| 6                       | Gijs Leemreize    | Team Jumbo-Visma                   | + 2'31"  |
| 7                       | Richard Carapaz   | INEOS Grenadiers                   | + 2'37"  |
| 8                       | Romain Bardet     | Team DSM                           | z.t.     |
| 9                       | Peio Bilbao       | Bahrain-Victorious                 | z.t.     |
| 10                      | João Almeida      | UAE Team Emirates                  | z.t.     |

| Algemeen klassement |                   |                                    |           |
| Plaats              | Naam              | Ploeg                              | Tijd      |
| Roze trui           | Juan Pedro López  | Trek-Segafredo                     | 14u17'07" |
| 2                   | Lennard Kämna     | BORA-hansgrohe                     | + 39"     |
| 3                   | Rein Taaramäe     | Intermarché-Wanty-Gobert Matériaux | + 58"     |
| 4                   | Simon Yates       | Team BikeExchange Jayco            | + 1'42"   |
| 5                   | Mauri Vansevenant | Quick Step-Alpha Vinyl             | + 1'47"   |
| 6                   | Wilco Kelderman   | BORA-hansgrohe                     | + 1'55"   |
| 7                   | Peio Bilbao       | Bahrain-Victorious                 | + 2'00"   |
| 8                   | João Almeida      | UAE Team Emirates                  | z.t.      |
| 9                   | Richie Porte      | INEOS Grenadiers                   | + 2'04"   |
| 10                  | Romain Bardet     | Team DSM                           | + 2'06"   |

## Opgaven
- Miguel Ángel López (Astana Qazaqstan): Opgave tijdens de etappe vanwege een pijnlijke linkerheup
- Jakub Mareczko (Alpecin-Fenix): Opgave tijdens de etappe

1e etappe ·
2e etappe ·
3e etappe ·
4e etappe ·
5e etappe ·
6e etappe ·
7e etappe ·
8e etappe ·
9e etappe ·
10e etappe ·
11e etappe ·
12e etappe ·
13e etappe ·
14e etappe ·
15e etappe ·
16e etappe ·
17e etappe ·
18e etappe ·
19e etappe ·
20e etappe ·
21e etappe
Startlijst · Eindstanden · Afbeeldingen